# Irving Park (línea Azul)
Irving Park es una estación en la línea Azul del Metro de Chicago. La estación se encuentra localizada en 4131 West Irving Park Road en Chicago, Illinois. La estación Irving Park fue inaugurada el 1 de febrero de 1970.  La Autoridad de Tránsito de Chicago es la encargada por el mantenimiento y administración de la estación. Justo al oeste de la estación se puede hacer una transferencia a la línea Union Pacific/Northwest del tren de cercanías Metra.

## Descripción
La estación Irving Park cuenta con 1 plataforma central y 2 vías. 

## Conexiones
La estación es abastecida por las siguientes conexiones: 
- Rutas del CTA Buses: #53 Pulaski #N53 Pulaski #54A North Cicero/Skokie Blvd. #80 Irving Park #X98 Avon Express